# Соколарці (община Чешиново-Облешево)
Соколарці (мак. Соколарци) — село в Північній Македонії, яке входить до складу общини Чешиново-Облешево, що в Східному регіоні країни.
Громада складається з 956 осіб (перепис 2002): за національністю — 946 македонців,8 аромунців і 2 серби. Село розкинулося в низинній місцевості (середні висоти — 311 метрів), яку македонці називають Кочанською низовиною.